# Walter Riedel (Politiker, 1897)
Walter Riedel (* 12. Mai 1897 in Driesen; † 20. September 1949 in Richelsdorf) war ein deutscher Kommunalpolitiker. Er war Bürgermeister in Werl vom 20. Januar 1943 bis zum 8. April 1945 und kommissarischer Bürgermeister in Iserlohn vom 27. April 1933 bis Ende 1933. Er gehörte der NSDAP an.

## Leben
Von 1914 bis 1920 leistete er Kriegsdienst. Er war bereits vom 1. September 1925 bis 1. April 1928 Mitglied der NSDAP und schloss sich auch der SA an. Zum 1. September 1932 trat er der NSDAP wieder bei (Mitgliedsnummer 1.316.232). Riedel war 1933 als Regierungsobersekretär Beamter der Bezirksregierung Arnsberg und Bürgermeister in Iserlohn. Er wurde nach dem Beginn der nationalsozialistischen Herrschaft zum kommissarischen Bürgermeister von Iserlohn ernannt. In seiner Amtszeit ging die SA gegen politische Gegner vor. Dieses Amt bekleidete er einige Monate. Von 1943 bis 1945 war er Bürgermeister von Werl.  
Riedel löste im Amt Richard Klewer ab, der in Iserlohn eine neue Aufgabe übernahm. Am 8. April 1945 nahmen die amerikanischen Truppen Werl ein. Riedel wurde mit Gewehrkolben unter Jubel der Bevölkerung durch die Steinerstraße getrieben und anschließend auf dem Kühler eines Jeeps sitzend durch die Straßen gefahren.